# Roodkapkrombek
De roodkapkrombek (Sylvietta ruficapilla) is een zangvogel uit de familie Macrosphenidae.

## Verspreiding en leefgebied
Deze soort komt voor in zuidelijk-centraal Afrika en telt zes ondersoorten:
- S. r. schoutedeni: zuidoostelijk Congo-Kinshasa.
- S. r. rufigenis: zuidoostelijk Gabon, Congo-Brazzaville en westelijk en zuidelijk Congo-Kinshasa.
- S. r. chubbi: van het uiterste zuidoosten van Congo-Kinshasa tot Malawi en westelijk Mozambique.
- S. r. makayii: het noordelijk-centraal Angola.
- S. r. ruficapilla: centraal en oostelijk Angola en zuidelijk-centraal Congo-Kinshasa.
- S. r. gephyra: zuidelijk Congo-Kinshasa en Zambia.

## Status
De grootte van de populatie is niet gekwantificeerd maar de soort wordt omschreven als schaars tot vrij algemeen. Op de Rode lijst van de IUCN heeft deze soort de status niet bedreigd.